# Domenico Meldolesi
Domenico Meldolesi (Castiglione di Ravenna, Emília-Romanya, 12 de gener de 1940 - Mel, 3 de gener de 1992) fou un ciclista italià que fou professional entre el 1962 i el 1967. En el seu palmarès destaca una victòria d'etapa al Giro d'Itàlia de 1965. Va morir el gener de 1992 accidentalment en caure-li al cap una acàcia que estava tallant a casa seva.

## Palmarès
- 1965
  - Vencedor d'una etapa al Giro d'Itàlia

### Resultats al Giro d'Itàlia
- 1965. 74è de la classificació general. Vencedor d'una etapa

### Resultats a la Volta a Espanya
- 1967. Abandona